# 降d小調
降d小調是基於D♭的小調，由D♭、E♭、F♭、G♭、A♭、B、C♭組成。其調號除了六個降號外具一個重降號，屬於理論調。

## 簡介

### 音階
降d小調的自然小調為：
您的浏览器不支持播放音频。您可以下载音频文件。
其和聲小調為：
您的浏览器不支持播放音频。您可以下载音频文件。
其旋律小調為：
您的浏览器不支持播放音频。您可以下载音频文件。

### 應用
降d小調常被標記為其異名同音小調升c小調，如艾米·比奇在其《太陽頌》中的做法，以及安東·布魯克納在《第八交響曲》中的做法。朱塞佩·威尔第和兩部歌劇《茶花女》和《弄臣》的結尾部分以降D大調記譜，但按調性實為其同主音調，即降d小調。古斯塔夫·馬勒在其《第四交響曲》及《第五交響曲》中的「小點召」動機則用了兩種標記：前者為降d小調，後者為升c小調；另外，其《第九交響曲》第四樂章中，緊從主題後的巴松管插入段初時以降d小調標記，後來樂段的兩次出現則以升c小調標記。

## 來源
1. ↑  Amy Beach & Betty Buchanan. . A-R Editions, Inc. 2006: xiii. ISBN 0-89579-583-3.
2. ↑  Ernst Levy. . SUNY Press. 1985: 62. ISBN 0-87395-993-0.
3. ↑  Eero Tarasti. . Eero Tarasti; Paul Forsell; Richard Littlefield  (编). . Indiana University Press. 1996: 14–15. ISBN 0-253-32949-3.
4. ↑  James L. Zychowicz. . . Oxford University Press. 2005: 28. ISBN 0-19-816206-5.
5. ↑  Theodor W. Adorno. . 由Edmund Jephcott翻译. University of Chicago Press. 1992: 165–166. ISBN 0-226-00769-3.